# Chlorophorus hederatus
Chlorophorus hederatus là một loài bọ cánh cứng trong họ Cerambycidae.